# درنج (دير الزور)
درنج قرية سورية تتبع ناحية ذيبان في منطقة الميادين في محافظة دير الزور. بلغ عدد سكانها 7847 نسمة في عام 2004 حسب إحصاء المكتب المركزي للإحصاء.